# 齐国
齐國是周代諸侯國，是中國歷史上從西周到春秋戰國時期的一個諸侯國。分為姜齊和田齊兩個時代。其疆域主要位於今山東省大部、河北省東南部及河南省東北部，始封君為周武王國師、軍師太公望呂尚。齊國是周代重要的封國，齊桓公是春秋五霸之一，齊國國都臨淄（今山東淄博市臨淄區）原称营丘，齊胡公時曾遷都至薄姑（臨淄西北五十里）。姜齊傳至齊康公時，大夫田和放逐齊康公於臨海的海島上，「食一城，以奉其先祀」，田和自立為國君，是為田齊太公。前386年，田和獲周安王列為諸侯，姜姓齊國被田氏取代，田和正式稱侯，仍沿用齊國名號，史稱「田齊」，為戰國七雄之一，周显王三十五年（前334年），齐侯田因齐正式称王（史称齐威王），前221年為秦國所滅。

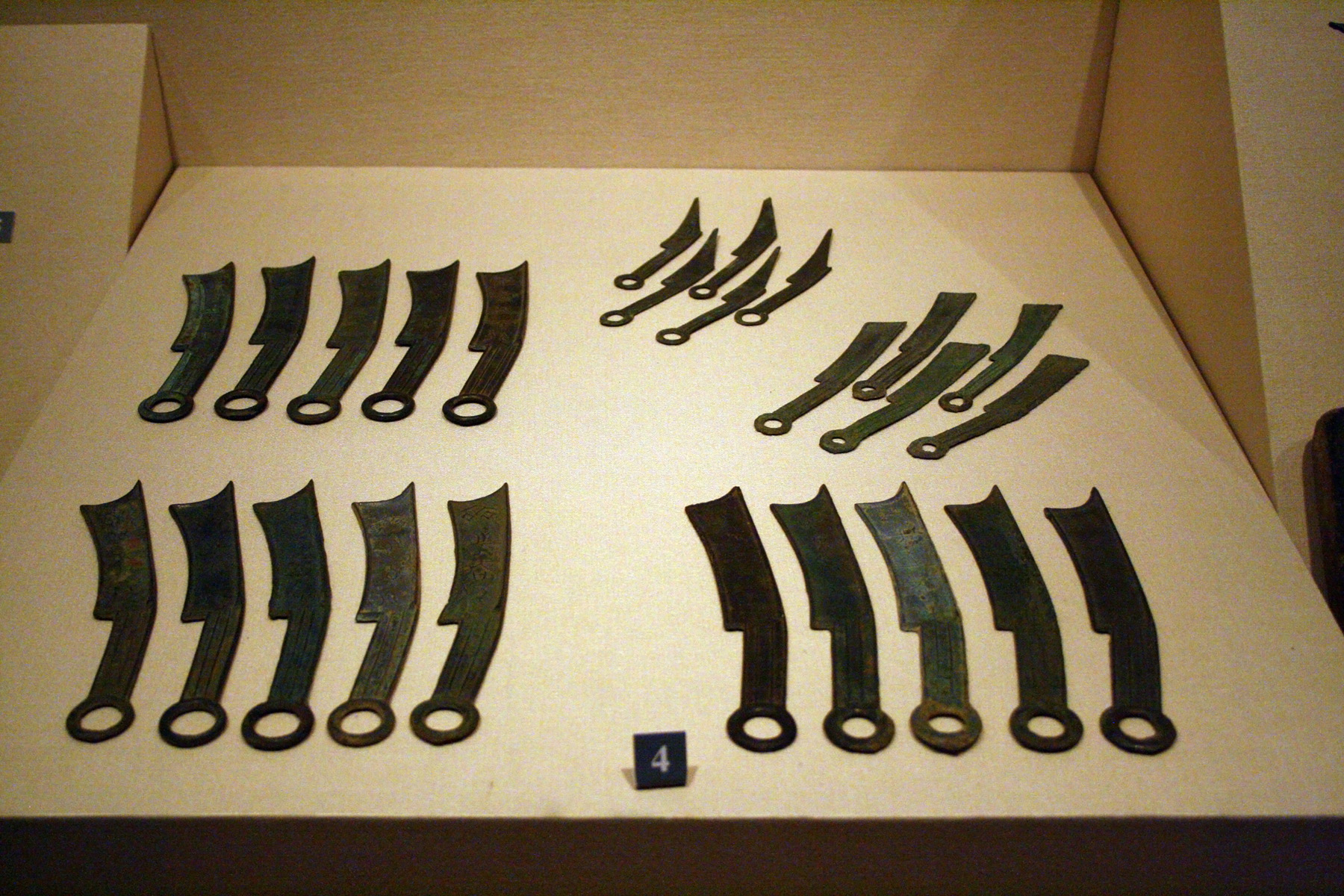
齊國刀幣（貨幣），現藏於山東博物館

## 歷史

### 姜齊

#### 呂尚受封

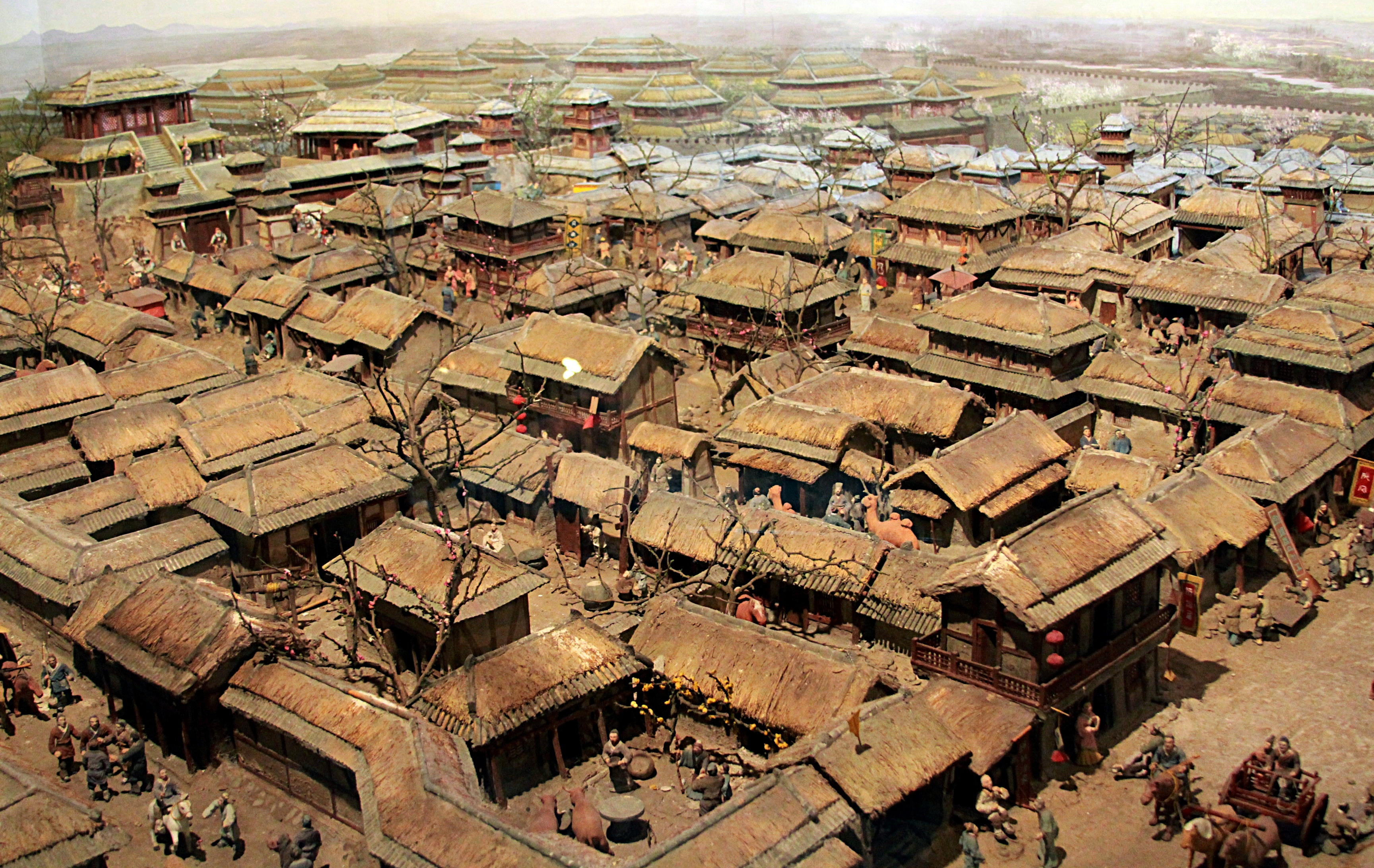
國都臨淄（今山東淄博市臨淄區）復原模型

齊國歷史可以追溯到西周初年。當時周武王為了酬謝為周朝的功臣和宗室，大行封建制度，首封身為師父的功臣呂尚於營丘（后改稱臨淄），國名為齊。因國君為姜姓呂氏，故又稱為姜姓齊國、呂氏齊國，通称姜齊。太公東去就國，近鄰的夷人萊侯率軍與太公爭奪營丘。太公至營丘後，因應當地風俗，簡化禮節而修政。發展工商業，利用當地魚鹽之利，人口大增，使齊國成為大國。

#### 早期歷史
齊國在諸侯中地位崇高，周成王曾在三監之亂後，使召康公命太公呂尚曰：「東至海， 西至河，南至穆陵，北至無棣，五侯九伯，實得征之。」齊國由此得到征伐之權，成為大國，建都於營丘。
周康王時期，周康王分以珍寶之器分給齊丁公呂伋、衛國第二代君主衛康伯及晉國第二代君主晉侯燮和周公旦之子魯公伯禽。
齊丁公三傳至哀公，因受紀侯在周夷王前進讒言被夷王烹殺。哀公死後，他的異母弟呂靜獲立為齊君，是為齊胡公。前866年，齊胡公為防紀國暗算，從營丘遷都至薄姑（臨淄西北五十里）。此舉令齊人震動及有怨言，齊哀公同母弟公子山與私黨率營丘人殺死胡公，將胡公之子驅逐出境，又把首都從薄姑遷到臨淄，是為齊獻公。獻公兩傳至其孫厲公，厲公昏憒暴虐，國民痛恨他，遂聯絡齊胡公之子入齊國攻殺厲公。胡公之子皆戰死，齊人擁立厲公之子呂赤為國君，是為齊文公。齊文公把參與殺厲公的七十人全部處死，結束長達四十餘年的宮廷內亂。

#### 僖公小霸
文公三傳至僖公。齊僖公先後與鄭莊公及魯隱公結盟，得到兩國幫助，在其後十數年間齊僖公先後主持與多國會盟，平定宋、衞與鄭三國之間的鬥爭。齊國與盟國鄭、魯以宋殤公不向周天子朝覲而討伐宋國、以郕國不聽從周天子之命令而討伐郕國、平定許國逼使許莊公出走，立其弟許桓公為國君、平定宋國華督之亂。前706年，齊僖公又在鄭國公子忽幫助下打敗狄戎，但是因贈送禮物給各盟國時，魯、鄭交惡，於前702年，齊國在鄭國要求下聯鄭伐魯。前699年，又應宋國要求，聯合宋、衞、燕三國討伐鄭國，齊國遂形成一個小霸之局面。到了僖公之子襄公在位時，國力更強。在前690年，降服紀國。前686年，齊國又與魯國討伐郕國，郕國降齊。

#### 桓公即位
前685年齊大夫連稱、管至父弒殺齊襄公，立其堂弟公孫無知即位。齊大夫鮑叔牙早有預感齊國將發生大亂，在襄公在位期間就保護公子小白逃到莒國（今山東莒縣），另一大夫管仲則協助公子糾逃奔魯國。前685年，齊大臣雍廩殺國君無知與大夫連稱，國內無君，公子糾與公子小白爭相回國，魯國派管仲帶兵堵截住莒國到齊國的路，管仲一箭射中小白帶鉤。小白咬舌吐血假裝倒地而死，管仲派人回魯國報捷。這時小白已兼程趕回齊國，高傒迎公子小白回到臨淄即位，是為桓公。
齊桓公即位後，發兵迎擊魯國，在乾時（今山東淄博市桓台縣）大戰，魯軍敗走。鮑叔牙給魯莊公寫了一封信，信中說：「公子糾是齊君的兄弟，不忍殺他，請魯國自己殺他。公子糾的老師召忽、管仲是仇人，請魯國把他們送來，剁成肉泥。如不從命，將要出兵討伐魯國。」魯人害怕，殺公子糾，召忽自殺，管仲被囚。桓公要殺管仲，鮑叔牙勸說：「臣幸運地跟從了君上，君上現在成為了國君。如果君上只想讓齊國成為強國，那麼有叔牙和高傒就夠了。如果君上想成就天下霸業，那麼非管仲不可。管仲到哪個國家，哪個國家就能強盛，不可以失去他。」桓公聽從他的建議，假裝要殺仇人，把管仲接到齊國。桓公和管仲談論霸王之術，大喜過望，以其為大夫，委以政事。

#### 齊國稱霸
桓公任管仲為相，推行改革，實行軍政合一、兵民合一的制度，齊國逐漸強盛。桓公於前681年在甄（今山東鄄城）召集宋國、陳國等四國諸侯會盟，而齊桓公是歷史上第一個自稱為中原盟主的諸侯。後宋國違背盟約，齊桓公以周天子的名義，率數國諸侯伐宋，迫使宋國求和，此即為第一次「九合諸侯」。另外，齊桓公還滅了譚、遂、鄣等小國。當時中原華夏各諸侯苦於戎狄等部落的攻擊，於是齊桓公打出「尊王攘夷」的旗號，即「尊周室、攘夷狄、禁篡弒及抑兼併」,且北擊山戎，南伐楚國，使齊桓公成為中原霸主，受到周天子賞賜，將齊國的霸業推至高峰。

#### 諸子爭位
桓公晚年昏庸，重用佞臣公子開方、易牙、豎刁等人，當賢臣管仲、隰朋及鮑叔牙等相繼逝世，齊國開始走下坡路。
齊桓公和管仲立公子昭為太子，並囑託宋襄公予以照應。桓公四十三年（前643年），齊桓公重病，五公子（公子無虧、公子昭、公子潘、公子元、公子商人）各率黨羽爭位。冬十月，齊桓公餓死。五公子互相攻打，齊國一片混亂。桓公屍體在床上放了六十七天，屍蟲都從窗子裡爬了出來，「身死不葬，蟲流出戶」。後來易牙、豎刁等人擁立的齊君無虧才把桓公收殮。公子昭逃奔宋國。前642年春，宋襄公聯合曹國、衞國、邾國領兵攻齊，以助公子昭歸國爭位。三月，迫於諸侯軍隊的壓力，齊眾大夫在國氏、高氏兩家的率領下誘殺豎刁、無虧，迎立太子昭。但其餘四公子的追隨者興兵攻打已入齊境的太子昭，迫使其逃回宋國。同年五月，宋襄公再度發兵，擊敗齊眾公子於甗(今山東濟南附近)，太子昭遂得以入齊都臨淄即位，是為孝公。此次動亂之後，齊國國力衰落，齊桓公霸業告終。
孝公死後，其子被公子開方殺死，公子潘奪位，是為昭公。昭公死後，其子姜舍在位僅五個月，就被公子商人弒殺自立，是為懿公。四年後，懿公被弒，齊人恨懿公驕恣，廢其子而迎公子姜元於衞。姜元即位，是為齊惠公。一連串的爭位至此結束，但齊國因此國力衰落，只能跟隨晉國與楚國爭霸。

#### 霸業崩潰
惠公死後，齊國國勢日蹙。頃公在位時（前589年），齊軍在鞍之戰中為晉軍所敗。靈公在位時（前555年），齊國因背盟討伐魯國。晉國帥魯、宋、衛、鄭、曹、莒、邾、滕、薛、杞、小邾共十二家諸侯興師伐齊：齊靈公親自率師禦敵，在平陰被聯軍大敗。自此已無力稱霸。

#### 晏嬰相齊
齊國一向由天子二守的國氏、高氏兩公族輔政，其後有鮑氏（鮑叔牙之後）、崔氏（齊丁公嫡子季子之後）、慶氏（公子無虧之子慶克之後）、晏氏（晏弱之後）、高氏（惠公子公子祁之後）、欒氏（惠公子公子堅之後）等卿大夫掌政，卿大夫勢力日大，互相兼併，更開始廢立齊國國君。桓公由高傒迎立。崔杼迎立莊公姜光即位，殺太傅高厚，獨掌朝政。後來因莊公與崔杼妻棠姜有染，崔杼大怒，聯合棠無咎弒君，另立莊公弟公子杵臼為君，即齊景公。前546年，左相慶封（慶克之子）攻滅崔氏，崔杼自殺。前545年，鮑氏、高氏、欒氏攻滅慶氏，慶封逃到吳國。此後，齊國由上大夫晏嬰主持國政。晏嬰生活節儉，謙恭下士。對內匡輔國政，屢次勸諫景公，拔擢賢才司馬穰苴、越石父等；對外出使別國，機敏善辯，不辱使命，使齊國名揚諸侯。

#### 田氏專權
前532年，惠公後代的欒氏、高氏被鮑氏、田氏聯滅，欒施和高彊奔魯，齊國公族勢力大大減弱。
田氏為陳國公子田完的後代，因陳國內亂，田完流亡至齊國，獲齊桓公任命為工正。田完傳五世至田桓子田無宇，田氏施惠於民，民心歸田氏，田氏因而強大，晏嬰曾暗地對叔向說：「齊國之政卒歸於田氏矣。」。
田氏的支系子孫田穰苴因打敗晉、燕兩軍獲任命為大司馬，因田氏勢力擴大而警惕的高張、國夏對齊景公說穰苴的壞話，司馬穰苴被免官。田僖子田乞立志要除掉高氏和國氏。前500年，晏嬰去世。由高、國兩家把持朝政。前489年，景公病重，遺命國夏、高張扶立少子公子荼為太子，驅逐群公子，遷他們至東萊。不久，田乞發動宮廷政變，滅高、國兩家，高張被殺、國夏奔莒、晏圉奔魯。田乞弒殺安孺子，與鮑牧及諸大夫另立年齡較長的公子陽生為國君，是為悼公。前485年，田成子田恆唆使大夫鮑息弒殺齊悼公，立公子壬為國君，是為簡公。前481年，田恆發動政變，殺死了闞止和簡公，擁立簡公弟弟公子驁為國君，是為平公。
自此之後，田恆獨攬齊國大權，盡誅鮑、晏諸族。田氏家族專權於齊國平公、宣公、康公三代。

### 田齊

#### 田氏代齊
前391年，齊康公被田和放逐於臨海的海島上，「食一城，以奉其先祀」，田和自立為國君，是為齊太公。前386年，田和獲周安王列為諸侯，姜姓齊國為田氏取代，田和正式稱侯，仍沿用齊國名號、世稱「田齊」以顯示別於姜姓齊國，史稱「田氏代齊」，成為「戰國七雄」之一。前379年，齊康公死，田氏並其食邑，姜太公至此絕祀。

#### 戰國稱王
太公三傳至其孫威王時，威王任用鄒忌為相改革政治，任用田忌、孫臏為將，齊國遂變得強大。前353年，齊國大敗魏國於桂陵。前341年，齊又大敗魏軍於馬陵。前334年，威王與魏惠王「會徐州相王」，正式稱王。威王晚年，國相鄒忌與將軍田忌爭政。前322年，田忌中了反間計攻打臨淄、謀取鄒忌，戰敗後逃亡至楚國。直至宣王即位後，才召他回國恢復舊職。

#### 秦齊稱帝
前314年，燕國發生「子之之亂」；在孟軻勸說下，宣王命匡章率「五都之兵」、「北地之眾」攻破燕國。前301年，齊聯合韓、魏國攻楚，大敗楚國。前298年-前296年，齊聯合韓、魏連年攻秦，攻入函谷關，迫秦求和。前288年十月，秦王稱西帝，遣使立湣王為東帝，且在互相稱帝之後，欲約與共伐趙。蘇代勸說湣王後，湣王稱帝二日後而復歸王號。同年十二月，呂禮自齊入秦，秦王亦去帝復稱為王。前286年，湣王滅宋國，南侵楚國，西侵三晉，齊國勢到達巔峰。湣王意欲吞并二周，成為天子。

#### 樂毅破齊
前284年，燕昭王以樂毅為上將軍，合燕、秦、韓、趙、魏伐齊攻入臨淄，連下七十餘城，齊城不下者只有莒和即墨。湣王逃入莒，被楚將淖齒殺死。王孫賈與莒人殺淖齒，立湣王子法章為齊襄王。

#### 田單復國
燕軍引兵東圍即墨，城中推舉田單為將。雙方相持達五年。前279年，燕昭王逝世，燕惠王繼位，田單用反間計使樂毅被廢職，燕惠王改派騎劫代替樂毅為將領，樂毅被迫出奔趙國。田單組織反攻，以「火牛陣」大敗燕軍，收復失地。齊雖復國，但元氣大傷，無力再與秦抗衡。

#### 秦滅齊國
前265年，齊襄王死後由其子田建即位，由母親君王后輔政。前249年，君王后逝世後，王后的族弟后勝執政。后勝為人貪婪，在秦國不斷賄賂之下，齊王建聽信了后勝的主張，對其餘五國袖手旁觀，也不加強戰備。終於到五國滅亡後，齊王才頓感到秦國的威脅，慌忙將軍隊集結到西部邊境，準備抵禦秦軍的進攻。前221年，秦王在滅亡韓、趙、魏、楚、燕之後，以齊拒絕秦使者訪齊為由，命王賁率領秦軍伐齊，秦軍避開了齊軍西部主力，由原來的燕國南部南下直奔齊都臨淄。齊軍面對秦軍突然從北面來攻，措手不及，土崩瓦解。齊王建出城投降，齊國滅亡。秦國統一天下，在齊地設置齊郡和琅邪郡。自此秦國統一天下，並建立秦朝。

## 齊國君主列表

### 姜齊君主列表
| 稱號     | 國君本名          | 在位年份          | 在位年數 |
| -------- | ----------------- | ----------------- | -------- |
| 齊太公   | 呂尚，字子牙      | 前1046年—前1026年 | 在位21年 |
| 齊丁公   | 呂伋 （一說呂及） | 前1026年—前975年  | 在位52年 |
| 齊乙公   | 得                | 前975年—前933年   | 在位43年 |
| 齊癸公   | 慈母              | 前933年—前902年   | 在位32年 |
| 齊哀公   | 不辰（一說不臣）  | 前902年—前890年   | 在位13年 |
| 齊胡公   | 靜                | 前890年—前859年   | 在位32年 |
| 齊獻公   | 山                | 前859年—前850年   | 在位9年  |
| 齊武公   | 壽                | 前850年—前825年   | 在位26年 |
| 齊厲公   | 無忌              | 前825年—前816年   | 在位9年  |
| 齊文公   | 赤                | 前816年—前804年   | 在位12年 |
| 齊成公   | 脫 （一說「說」） | 前804年—前795年   | 在位9年  |
| 齊前莊公 | 購                | 前795年—前731年   | 在位64年 |
| 齊僖公   | 祿甫（一說祿父）  | 前731年—前698年   | 在位33年 |
| 齊襄公   | 諸兒              | 前698年—前686年   | 在位12年 |
| 齊侯無知 | 無知（公孫無知）  | 前685年           | 在位2月  |
| 齊桓公   | 小白              | 前685年—前643年   | 在位43年 |
| 齐侯无亏 | 無虧              | 前642年           | 在位3月  |
| 齊孝公   | 昭                | 前642年—前633年   | 在位10年 |
| 齊昭公   | 潘                | 前633年—前613年   | 在位20年 |
| 齐侯舍   | 舍                | 前613年           | 在位6月  |
| 齊懿公   | 商人              | 前613年—前609年   | 在位4年  |
| 齊惠公   | 元                | 前609年—前599年   | 在位10年 |
| 齊頃公   | 無野              | 前599年—前582年   | 在位17年 |
| 齊靈公   | 環                | 前582年—前554年   | 在位28年 |
| 齊後莊公 | 光                | 前554年—前548年   | 在位6年  |
| 齊景公   | 杵臼              | 前548年—前490年   | 在位58年 |
| 齊晏孺子 | 荼                | 前489年           | 在位10月 |
| 齊悼公   | 陽生              | 前489年—前485年   | 在位4年  |
| 齊簡公   | 壬                | 前485年—前481年   | 在位4年  |
| 齊平公   | 驁                | 前481年—前456年   | 在位25年 |
| 齊宣公   | 積                | 前456年—前405年   | 在位51年 |
| 齊康公   | 貸                | 前405年—前386年   | 在位19年 |

### 田齊君主列表
齊國田氏稱王之前的領袖
| 稱號   | 領袖姓名                           | 在位年數 | 在位年份        | 關係                 |
| ------ | ---------------------------------- | -------- | --------------- | -------------------- |
| 田敬仲 | 陳完                               | 24       | 前672年—前649年 | 陳厲公之子           |
| 田孟夷 | 田穉                               | 42       | 前648年—前607年 | 陳完之子             |
| 田孟莊 | 田湣                               | 26       | 前606年—前581年 | 田穉之子             |
| 田文子 | 田須無                             | 23       | 前580年─前558年 | 田湣之子             |
| 田桓子 | 田無宇                             | 56       | 前557年─前502年 | 田須無之子           |
| 田武子 | 田開                               | 29       | 前501年─前473年 | 田無宇之子           |
| 田僖子 | 田乞                               | 13       | 前472年─前460年 | 田無宇之子、田開之弟 |
| 田成子 | 田恆 《史記》避諱改作田常          | 10       | 前459年─前450年 | 田乞之子             |
| 田襄子 | 田盤 徐廣云一名田塈 《世本》名田班 | 9        | 前449年—前441年 | 田恆之子             |
| 田莊子 | 田白 《世本》名田伯                | 30       | 前440年─前411年 | 田盤之子             |
| 田悼子 |                                    | 6        | 前410年─前405年 | 疑為田白之子         |

田齊君主
| 稱號   | 國君姓名 | 在位年數 | 在位年份        | 關係       |
| ------ | -------- | -------- | --------------- | ---------- |
| 齊太公 | 田和     | 21年     | 前404年—前384年 | 田悼子之弟 |
| 齊侯剡 | 田剡     | 9年      | 前383年—前375年 | 齊太公之子 |
| 齊桓公 | 田午     | 18年     | 前374年—前357年 | 齊侯剡之弟 |
| 齊威王 | 田因齊   | 37年     | 前356年—前320年 | 齊桓公之子 |
| 齊宣王 | 田辟彊   | 19年     | 前319年—前301年 | 齊威王之子 |
| 齊湣王 | 田地     | 17年     | 前300年—前284年 | 齊宣王之子 |
| 齊襄王 | 田法章   | 19年     | 前283年—前265年 | 齊湣王之子 |
| 齊王建 | 田建     | 44年     | 前264年—前221年 | 齊襄王之子 |

附：楚漢之際齊國君主
| 稱號 | 國君姓名 | 在位年份 | 在位年數         | 關係       |
| ---- | -------- | -------- | ---------------- | ---------- |
| 齊王 | 田儋     | 1年      | 前208年          | 齊國宗族   |
| 齊王 | 田假     | 1年      | 前208年          | 齊王建之弟 |
| 齊王 | 田巿     | 3年      | 前208年－前206年 | 田儋之子   |
| 齊王 | 田榮     | 1年      | 前206年－前205年 | 田儋之堂弟 |
| 齊王 | 田假     | 1年      | 前205年          | 復辟       |
| 齊王 | 田廣     | 3年      | 前205年－前203年 | 田榮之子   |
| 齊王 | 田横     | 2年      | 前203年－前202年 | 田榮之弟   |

## 延伸阅读
[在维基数据编辑]
 《史記/卷032》，出自司馬遷《史記》
 《史記/卷046》，出自司馬遷《史記》
- 黄川田修：〈齐国始封地考——山东苏埠屯遗址的性质 （页面存档备份，存于）〉。